# Ухтомский, Павел Петрович
Князь Па́вел Пе́трович Ухто́мский (10 июня 1848 — 14 октября 1910) — русский вице-адмирал (1906), участник русско-японской войны 1904-1905 гг.
Окончил Морской кадетский корпус (1867 год), академический курс морских наук в Морском училище (1873 год), Минный офицерский класс (1878 год). 24 мая 1869 года произведен в мичманы со старшинством с 16 апреля того же года. 16 апреля 1872 года произведен в лейтенанты.
С 1879 года минный офицер клипера «Жемчуг», 1 января 1884 года произведен в капитан-лейтенанты, с 3 мая того же года командовал миноноской «Селезень». 15 апреля 1885 года получил чин капитана 2-го ранга, с назначением старшим офицером клипера «Жемчуг», в 1886 году — старшим офицером броненосца «Петр Великий», с 1887 года— старшим флаг-офицером штаба начальника судов Морского училища.
Командовал канонерской лодкой «Бурун» (1889—1890), заведовал учебной командой строевых квартирмейстеров и командовал клипером «Разбойник» (1890-1894).
1 января 1894 года произведён в капитаны 1-го ранга и назначен морским агентом в Англии. С 14 мая 1896 года командир крейсера I ранга «Владимир Мономах», с 3 января 1900 года командовал эскадренным броненосцем «Петр Великий», являлся председателем комиссии по испытанию и приему мин, заведующим командами 1-й флотской дивизии Балтийского флота.
1 января 1901 года произведён в контр-адмиралы и 19 февраля того же года назначен начальником штаба Кронштадтского порта. 1 августа 1901 года объявлено Монаршее благоволение за отличное состояние судов, отправляющихся в заграничное плавание. 
С февраля 1903 года младший флагман Тихоокеанской эскадры, за участие в отражении атаки японских миноносцев в ночь с 26 на 27 января 1904 года награждён орденом Святого Станислава 1-й степени с мечами (22 марта 1904 года).
После гибели С.О. Макарова 31 марта временно вступил в исполнение обязанностей командующего флотом, 3 апреля приказом Е. И. Алексеева возвращен на прежнюю должность.
После сражения 28 июля принял на себя обязанности командующего эскадрой, но 24 августа 1904 года сдал должность Р.Н. Вирену, будучи формально назначен в распоряжение Е.И. Алексеева.
24 июля 1906 года уволен со службы по болезни с мундиром и пенсией и с производством в вице-адмиралы.
Умер 14 октября 1910 года в Санкт-Петербурге.

## Награды
Российские:
- Орден Святого Станислава 2-й степени (1888)

- Орден Святой Анны 2-й степени (1892)

- Орден Святого Владимира 4-й степени (1893) - за 25 лет беспорочной службы в офицерских чинах

- Орден Святого Владимира 3-й степени (14.04.1902)

- Орден Святого Станислава 1-й степени с мечами (22.03.1904) - за отражение атаки японских кораблей на Порт-Артур

Иностранные:
- Прусский орден Красного орла 2-го класса
- Японский орден Восходящего солнца 3-го класса

## Семья
1-я жена —Ухтомская, Антонина Константиновна, урождённая Антонина Ивановская (г.р-?- дата смерти: 1 июня 1894г.)
2-я жена (с 12 декабря 1903 г.) — Чичагова Ольга Николаевна, дочь Чичагова, Николая Михайловича.